# Vùng Tự do của Trung Hoa Dân Quốc
Vùng Tự do của Trung Hoa Dân Quốc là một mô tả pháp lý và chính trị của chính phủ Trung Hoa Dân Quốc khi đề cập đến vùng lãnh thổ dưới sự kiểm soát thực tế của họ mà ngày nay được biết đến với tên gọi phổ biến là Đài Loan. Vùng này gồm các nhóm đảo Đài Loan, Bành Hồ, Kim Môn, Mã Tổ và một số đảo nhỏ khác. Với thực trạng đảo Đài Loan là bộ phận chính toàn vùng, Vùng Tự do Trung Hoa Dân Quốc cũng được gọi là "Địa khu Đài Loan thuộc Trung Hoa Dân Quốc" hay đơn giản hơn là "Địa khu Đài Loan" (chữ Hán: 臺灣地區, Hán - Việt: Đài Loan địa khu). Thuật ngữ "Đài-Bành-Kim-Mã" (chữ Hán: 台澎金馬) cũng thường cũng thường được xem là tương đương, tuy chỉ đề cập tới bốn đảo chính của khu vực - Đài Loan, Bành Hồ, Kim Môn, Mã Tổ mà không nhắc tới các đảo nằm ở Biển Đông do chính quyền Trung Hoa Dân Quốc kiểm soát.
Thuật ngữ "Vùng Tự do của Trung Hoa Dân Quốc" nhằm phân biệt với "Đại Lục thuộc Trung Hoa Dân Quốc", mà theo quan điểm của chính phủ này thì nó đã rơi vào trạng thái "phi tự do" bởi nằm dưới sự kiểm soát của Đảng Cộng sản Trung Quốc sau cuộc Nội chiến Trung Quốc. Cho đến hiện nay, Chính phủ Trung Hoa Dân Quốc vẫn không từ bỏ yêu sách về chủ quyền vùng Đại Lục.